# 홍병희
홍병희(洪秉熙, 1971년 3월 5일~)는 대한민국의 학자이다.
컬럼비아대학교 김필립교수(현 하버드대 교수) 연구실에서 연구원으로 재직당시(2004~2007)에서 탄소나노튜브와 그래핀 연구를 시작하였다. 이후 성균관대에 조교수로 임용된 후 그래핀 소재를 산업에  적용이 가능한 크기와 품질로 합성하는 방법을 세계최초로 제시하여 2009년 네이쳐지에 보고하였다. 이 논문은 한국 과학역사상 최초로 단일논문 3,000번 인용횟수를 넘어섰으며(조선일보 2014.9.23. “단일 논문 인용 3000번 넘은 홍병희 보관됨 2017-10-16 - 웨이백 머신”), 2009년 이후 출판된  논문 중 세계 3위의 인용도를 기록하고 있다.(한국경제 2012.1.9. “홍병희 서울대교수-그래핀연구 세계최고. 또다른 나노소재 찾는중 보관됨 2017-10-16 - 웨이백 머신”). 이후 그래핀을 연속으로 대량합성이 가능한 방법을 고안하고 터치스크린에 적용하여 네이쳐 나노테크놀로지에 보고하였으며, 노벨심포지엄에 초청되어 해당 업적을 발표하였다.
이러한 공로로 2012년 미래창조 과학부 장관상인 ‘지식창조대상’을 수상하였고, 2011년 경암학술상 자연과학부문 최연소 수상, 2010년 1회 홍진기 창조인상 과학상 등을 수상하였다. 우리나라의 차세대 성장동력으로 각광받고 있는 그래핀 분야의 석학으로, 2010년 그래핀분야의 노벨상을 이끌어낸 장본인으로 인정받아, 2012년부터 지금까지 4명의 노벨상 수상자들과 함께 1.5조원이 투입되는 유럽연합 그래핀 플래그쉽 프로젝트를 이끌었고, 보관됨 2017-10-16 - 웨이백 머신 영국 캠브리지대학교 그래핀센터 자문위원도 수행하면서, 2014년부터 차세대융합기술원 그래핀 융합기술센터를 이끌고 있다.
홍병희가 교내 반도체공동연구소에서 2012년 창업한 그래핀스퀘어의 기술력은 비즈니스위크,  블룸버그 등 세계 언론에서 주목하고 있으며, 최근 KBS 다큐멘터리 “탄소, 소재혁명이 시작되다”에서 집중 조명되었고, Kotra의 지원 아래 실리콘밸리로의 진출을 모색하고 있다.(디지털타임스 2015.11.16.“화학증착기술로 대량생산 길 열어 `그래핀 사업화` 수요 확보가 관건"). ‘그래핀스퀘어’는 지난 4년간 20여개국에 200만불 이상의 그래핀 소재와  합성장비를 수출하였으며, 최근에는 다양한  2차원 소재합성 분야에서 성과를 보이고 있다.(매일경제  2015.8.7.”실리콘반도체 뛰어넘는 `2 차원 물질` 확보…이르면 5년내 상용화“).
2015년에는 세계최초로 나노버블을 실시간으로 관찰하였으며(Nature Commnun. 연합뉴스 2015.2.7. “세상에서 가장 작은 나노공기방울 실시간 관찰 성공”), 이는 그래핀을 이용하여 액상의 물질을 초고해상도로 분석할 수 있는 기술로, 향후 바이오 분석 분야에 혁신적인 변화를 불러올 것으로 예상된다.
이러한 홍병희의 업적은 국내과학자중 유일하게 노벨박물관에 전시된 바 있다.
홍병희는 2D Materials라는 2차원 소재분야 국제 저널의 창립 편집자이다.
홍병희는 최근 그래핀 소재의 바이오메디컬 응용 산업화를 위해 '바이오그래핀'을 창업하고, 치매, 파킨슨병 등 난치병, 희귀질환 치료제 개발에 힘쓰고 있다.(Nature Nanotech. "Graphene quantum dots prevent α-synucleinopathy in Parkinson’s disease", '꿈의 신소재'로 파킨슨병·치매 치료 길 열리나 - YTN)

## 학위사항
- 2002 : 포항공대 화학과 박사
- 2000 : 포항공대 화학과 석사
- 1998 : 포항공대 화학과 학사

## 경력사항
- 2017 : 서울대 내 벤처기업 바이오그래핀 창업, 대표이사 (2019.3~)
- 2012 : 서울대 내 벤처기업 그래핀스퀘어 창업, 과학자문위원, CTO (2017~)
- 2017 : 서울대학교 화학부 교수
- 2011 : 서울대학교 화학부 부교수
- 2007~2011 : 성균관대학교 화학과 조교수
- 2004~2007 : 컬럼비아대학교 물리학과 Post-Doc.